# Absyrtus vicinator
Absyrtus vicinator är en stekelart som först beskrevs av Carl Peter Thunberg 1822.  Absyrtus vicinator ingår i släktet Absyrtus och familjen brokparasitsteklar. Arten är reproducerande i Sverige. Inga underarter finns listade i Catalogue of Life.